# Mario Mandžukić
Mario Mandžukić, hrvaški upokojeni nogometaš, * 21. maj 1986, Slavonski Brod.

## Življenjepis
Mandžukić je svoje prve nogometne korake naredil v Nemčiji. Pomladi leta 1992 je njegova družina iz Odžaka (BIH) zbežala od vojne vihre v bližnji hrvaški Slavonski Brod in nekaj dni kasneje v Ditzingen pri Stuttgartu. Pet let kasneje (1997) so se vrnili na Hrvaško v Slavonski Brod, kjer je tudi začel igrati kot profesionalni nogometaš.

## Uspehi
Naslovi
- z Bayernom iz Münchna:
  - FIFA - Klubsko svetovno prvenstvo 2013
  - UEFA Liga prvakov - zmagovalec 2013
  - UEFA Superpokal - zmagovalec 2013
  - Nemški prvak: 2013 , 2014
  - DFB-Pokal: 2013 , 2014
  - DFL-Superpokal: 2012

- z  Dinamom iz Zagreba:
  - Hrvaški prvak: 2008, 2009, 2010
  - Hrvaški pokalni zmagovalec: 2008, 2009

Odlikovanja
- Hrvaški nogometaš leta: 2012, 2013
- HNL-najboljši strelec: 2009
- najboljši igralec hrvaške lige: 2009
- Hrvaški športnik leta: 2013